# Saison 4 de Archer
Chronologie
Saison 3 Saison 5
Cet article présente les épisodes de la quatrième saison de la série télévisée d'animation Archer.

## Épisodes

### Épisode 1:La fuite en avant(Fugue and Riffs)
La fuite en avant
Archer souffre d'amnésie, provoquée par le traumatisme de voir sa mère se marier, et pense qu'il est maintenant copropriétaire d'un hamburger nommé Bob avec une femme nommée Linda et trois enfants nommés Gene, Louise et Tina. Lorsqu'il arrête inexplicablement une tentative d'assassinat du KGB, il s'enfuit dans un spa, où ISIS tente de ramener ses souvenirs alors que d'autres assassins du KGB arrivent. 

### Épisode 2:Amitié virile(The Wind Cries Mary)
Amitié virile
Archer entreprend d'effacer le nom d'un ancien agent de l'ISIS qui était son meilleur ami, mais il y a plus en lui que ne le croit Archer. 

### Épisode 3:Ça me fait une belle jambe(Legs)
Ça me fait une belle jambe
Krieger propose de redonner à Ray le pouvoir de marcher. Archer se heurte à Rodney, le nouveau superviseur de l'arsenal. Archer entend également parler de la procédure de Ray et, craignant les robots, tente de l'arrêter. 

### Épisode 4:Cadillac et Camionneurs(Killing Utne)
Cadillac et Camionneurs
Le passé de Ron Cadillac est révélé et la liaison entre le beau-père et le fils se produit alors que Ron sauve Archer de Montréal, où il est bloqué sans argent ni passeport. Archer sauve Ron d'une embuscade tendue par des gangsters, et les deux s'échappent après avoir été kidnappés par un camionneur travesti. 

### Épisode 5:Accouplement vicieux(Vicious Coupling)
Accouplement vicieux
Katya demande l'aide d'Archer pour ramener Barry de l'espace. Archer profite de cette occasion pour essayer de la récupérer. 

### Épisode 6:Morsure de rappel(Once Bitten)
Morsure de rappel
Un serpent mord la souillure d'Archer lors d'une opération secrète visant à faire sauter un oléoduc et, dans la veine de Heaven Can Wait, ses hallucinations ultérieures induites par le venin dévoilent des mystères de son passé, y compris l'identité de son père perdu depuis longtemps. 

### Épisode 7:Cauchemar en cuisine(Live and Let Dine)
Cauchemar en cuisine
Lorsqu'il y a une menace contre l'ambassadeur d'Albanie, les agents de l'Etat islamique enquêtent sur la menace sous couverture dans le restaurant de Lance Casteau. Pendant ce temps, Malory demande à Pam et Cheryl d'essayer d'obtenir une table au restaurant. 

### Épisode 8:Archer, Texas Passeur(Coyote Lovely)
Archer, Texas Passeur
Le faible de Sterling Archer pour les belles femmes gâche une mission de patrouille frontalière. Malory mène une enquête de style chasse aux sorcières sur l'incident. 

### Épisode 9:Lune de miel(The Honeymooners)
Lune de miel
Archer et Lana partent sous couverture en couple pendant leur lune de miel pour attraper des terroristes nord-coréens qui tentent d'acheter de l'uranium. Cyril, Pam et Cheryl les suivent pour les espionner, tandis que Malory enlève le bonus d'Archer pour avoir volé sa carte de crédit. 

### Épisode 10:Le dogue de Tanger(Un Chien Tangerine)
Le dogue de Tanger
Archer et Lana extraient un agent du Maroc pour découvrir que son aboiement est pire que sa morsure. Pam veut être agent de terrain. 

### Épisode 11:Habemus Pa-Pam(The Papal Chase)
Habemus Pa-Pam
Archer, Lana et Pam sont envoyés au Vatican pour tenter d'empêcher un assassinat du pape en utilisant Woodhouse comme leurre. 

### Épisode 12:En eaux troubles, partie 1(Sea Tunt: Part 1)
En eaux troubles, partie 1
L'Agence Isis est envoyée en mission pour récupérer une bombe à hydrogène d'un B-52 écrasé avec l'aide du frère de Cheryl et de sa petite amie, qui craint d'en avoir après son héritage. 

### Épisode 13:En eaux troubles, partie 2(Sea Tunt: Part 2)
En eaux troubles, partie 2
Murphy menace de faire exploser des missiles à gaz neurotoxique au-dessus de la côte est à moins que ses demandes ne soient satisfaites. Pendant ce temps, les agents de l'ISIS descendent pour s'occuper de lui dans son repaire sous-marin, où il est révélé que Lana est enceinte. 